# Skydivin'
Albums de Darren Styles
All over the UK (en)
(1996) Feel the Pressure (en)
(2010)
Skydivin' est le premier album studio composé par le compositeur et producteur britannique Darren Styles.

## Production
Skydivin', composé par le compositeur et producteur britannique Darren Styles, est un album studio présentant une divers variété de musiques UK hardcore et dance. Il est initialement commercialisé au Royaume-Uni le 16 juin 2008.
L'album débute 4e au UK Albums Chart avec 22 197 exemplaires vendus. Il débute également à la 72e des classements irlandais. Un mois plus tard, il est certifié disque d'or par BPI avec plus de 100 000 exemplaires vendus.

## Liste des titres
| Disc 1: Hardcore | Disc 1: Hardcore             | Disc 1: Hardcore | Disc 1: Hardcore | Disc 1: Hardcore | Disc 1: Hardcore | Disc 1: Hardcore | Disc 1: Hardcore | Disc 1: Hardcore | Disc 1: Hardcore |
| No               | Titre                        | Durée            |                  |                  |                  |                  |                  |                  |                  |
| ---------------- | ---------------------------- | ---------------- | ---------------- | ---------------- | ---------------- | ---------------- | ---------------- | ---------------- | ---------------- |
| 1.               | Flashlight                   | 4:02             |                  |                  |                  |                  |                  |                  |                  |
| 2.               | Come Running                 | 4:14             |                  |                  |                  |                  |                  |                  |                  |
| 3.               | Getting Better               | 3:55             |                  |                  |                  |                  |                  |                  |                  |
| 4.               | Discolights (vs. Ultrabeat)  | 3:30             |                  |                  |                  |                  |                  |                  |                  |
| 5.               | Save Me                      | 4:12             |                  |                  |                  |                  |                  |                  |                  |
| 6.               | Baby I'll Let You Know       | 3:21             |                  |                  |                  |                  |                  |                  |                  |
| 7.               | I Say I Love You             | 4:07             |                  |                  |                  |                  |                  |                  |                  |
| 8.               | Drop Zone                    | 3:35             |                  |                  |                  |                  |                  |                  |                  |
| 9.               | Show Me the Sunshine         | 4:57             |                  |                  |                  |                  |                  |                  |                  |
| 10.              | Skydivin' (vocal mix)        | 4:00             |                  |                  |                  |                  |                  |                  |                  |
| 11.              | Jealous                      | 3:16             |                  |                  |                  |                  |                  |                  |                  |
| 12.              | Just Easy (feat. Whizzkid)   | 3:55             |                  |                  |                  |                  |                  |                  |                  |
| 13.              | Cutting Deep                 | 3:27             |                  |                  |                  |                  |                  |                  |                  |
| 14.              | Lost the Plot                | 3:26             |                  |                  |                  |                  |                  |                  |                  |
| 15.              | Slide Away (Styles & Breeze) | 4:29             |                  |                  |                  |                  |                  |                  |                  |
| 16.              | Different Groove             | 2:49             |                  |                  |                  |                  |                  |                  |                  |
| 17.              | Feel Love                    | 4:55             |                  |                  |                  |                  |                  |                  |                  |
| 66:10            |                              |                  |                  |                  |                  |                  |                  |                  |                  |

| Disc 2: Commercial | Disc 2: Commercial                        | Disc 2: Commercial | Disc 2: Commercial | Disc 2: Commercial | Disc 2: Commercial | Disc 2: Commercial | Disc 2: Commercial | Disc 2: Commercial | Disc 2: Commercial |
| No                 | Titre                                     | Durée              |                    |                    |                    |                    |                    |                    |                    |
| ------------------ | ----------------------------------------- | ------------------ | ------------------ | ------------------ | ------------------ | ------------------ | ------------------ | ------------------ | ------------------ |
| 1.                 | Right by Your Side (vs. N-Force)          | 3:22               |                    |                    |                    |                    |                    |                    |                    |
| 2.                 | Save Me (Nitelite remix)                  | 3:48               |                    |                    |                    |                    |                    |                    |                    |
| 3.                 | Tell Me                                   | 2:34               |                    |                    |                    |                    |                    |                    |                    |
| 4.                 | Girls Like You (Fugitive Sexy Crazy edit) | 3:20               |                    |                    |                    |                    |                    |                    |                    |
| 5.                 | I Need You                                | 3:50               |                    |                    |                    |                    |                    |                    |                    |
| 6.                 | Sure Feels Good (vs. Ultrabeat)           | 3:25               |                    |                    |                    |                    |                    |                    |                    |
| 7.                 | Heartbeatz (Styles & Breeze)              | 2:46               |                    |                    |                    |                    |                    |                    |                    |
| 8.                 | Blow Me Away                              | 3:50               |                    |                    |                    |                    |                    |                    |                    |
| 9.                 | Skydivin' (Fugitive edit)                 | 3:02               |                    |                    |                    |                    |                    |                    |                    |
| 10.                | You're Shining (Styles & Breeze)          | 3:22               |                    |                    |                    |                    |                    |                    |                    |
| 11.                | Feel Love (Nitelite remix)                | 4:09               |                    |                    |                    |                    |                    |                    |                    |
| 12.                | Paradise & Dreams (vs. Ultrabeat)         | 4:03               |                    |                    |                    |                    |                    |                    |                    |
| 13.                | You're My Angel (Styles & Breeze)         | 5:14               |                    |                    |                    |                    |                    |                    |                    |
| 46:45              |                                           |                    |                    |                    |                    |                    |                    |                    |                    |

## Personnel
- Darren Styles – producteur (toutes les pistes), chant (disque 1, pistes 1, 5, 10, 11, 12, 13, 16 & 17 ; disque 2, pistes 2, 4, 9, 11 et 13)[4]

Production
- Ultrabeat – producteurs (disque 1, pistes 4 ; disque 2, pistes 6 et 12)
- Hypasonic – producteur (disque 1, piste 6)
- SHM – producteur (disque 1, piste 12)
- Styles & Breeze – producteurs (disque 1, piste 15 ; disque 2, piste 7, 8, 10 et 13)
- N-Force – producteurs (disque, 2 piste 1)
- Kenny Hayes – producteur additionnel, remix (disque 2, pistes 2, 4, 9 et 11)

Autres musiciens
- Francis Hill – chant (disque 1, pistes 2 et 7)
- Lisa Abbott – chant (disque 1 piste 3 ; disque 2, pistes 8 et 10)
- Mike Di Scala – chant (disque 1, piste 4 ; disque 2 piste 12)
- Justine Riddoch – chant (disque 1 piste 6 ; disque 2 piste 3)
- Andrea Britton – chant (disque 1, piste 9)
- MC Whizzkid – chant (disque 1, piste 12)
- Wayne G – chant (disque 1, piste 14)
- Karen Danzig – chant (disque 1, piste 15 ; disque 2, piste 7)
- Lois McConnell – chant (disque 2, piste 1)
- Junior – chant (disque 2, piste 5)
- Rebecca Rudd – chant (disque 2, piste 12)

## Classement
| Classement (2008)                        | Meilleure position |
| ---------------------------------------- | ------------------ |
| UK Albums Chart                          | 4                  |
| European Top 100 Albums[réf. nécessaire] | 9                  |

### Certifications
| Pays        | Certification |
| ----------- | ------------- |
| Royaume-Uni | Or            |